# Walter Campbell

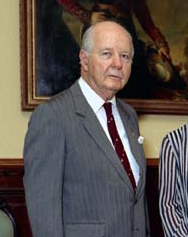
Walter Campbell

Sir Walter Benjamin Campbell, AC, QC (* 4. März 1921 in Burringbar, New South Wales; † 4. September 2004) war ein australischer Richter, Verwaltungsbeamter und Gouverneur. Er war Richter am Obersten Gerichtshof von Queensland, Kanzler der Universität von Queensland und Gouverneur von Queensland.

## Leben
Campbell wurde in Burringbar in New South Wales geboren. Seine Eltern waren Archie Eric Gordon Campbell und Leila Mary geborene Murphy. Archie Campbell war ein verdienter Soldat im Ersten Weltkrieg und erhielt das Military Cross für den Kampf gegen die Türken in Gaza sowie den Distinguished Service Order für Kämpfe in Damaskus. Leila Campbell starb unerwartet und hinterließ Walter und dessen Brüder, die danach bei deren Großeltern aufwuchsen.
Campbell nahm ein Studium an der Universität von Queensland ab 1940 auf, welches er im folgenden Jahr unterbrach, um der Royal Australian Air Force beizutreten. Campbell wurde im ersten Studienjahr Autor der Schülerzeitung Semper Floreat. Er schloss sein Studium der Rechtswissenschaften im Jahre 1948 erstklassig ab, wobei er im vorangegangenen Jahr bereits den Master of Arts erlangte.  Er bestand seine Fliegerprüfung an der Amberley Air Base am 7. Dezember 1941 und wurde zur 67th Reserve Squadron versetzt, welche die australische Ostküste überwachte. Als Fluglehrer verunglückte er und trug eine schwere Knieverletzung davon. Nach seiner Genesung wurde er Kommandant einer Liberator Basis in Darling Downs.
Campbell erhielt 1948 seine Zulassung und wurde 1960 Queen’s Counsel. Im Jahre 1967 wurde er Richter am Supreme Court of Queensland.
Seit 1963 Mitglied des Hochschulrates der Universität von Queensland, wurde er 1977 Kanzler und blieb dies bis 1985.
Campbell wurde am 22. Juli 1985 Gouverneur von Queensland und trat im Juli 1992 von seinem Amt zurück.

## Privates
Campbell heiratete 1942 Georgina Pearce und ist Vater dreier Kinder. Er lebte in Clayfield, Brisbane. Er starb mit 83 Jahren am 4. September 2004.

## Ehrungen
Walter Campbell wurde 1979 zum Knight Bachelor ernannt. Er war seit 1989 ein Companion des Order of Australia (AC).  Am 1. Januar 2001 erhielt er die Centenary Medal.